# Fair Warning (gruppo musicale)
I Fair Warning sono un gruppo musicale hard rock melodico tedesco (Hannover).

## Storia del gruppo

### L'esordio ed il fulmineo successo
Nel 1989, Tommy Heart (voce) e Ule W. Ritgen (basso), dopo lo scioglimento degli Zeno (di cui facevano parte), decisero di unirsi a due chitarristi (Andy Malecek e Helge Engelke) ed un batterista (C.C. Behrens). Fu così che nacquero i Fair Warning.
La loro fu una carriera al fulmicotone, forti anche del seguito di fan che ereditarono dai precedenti Zeno. La loro avventura inizia con la pubblicazione dell'omonimo album nel 1992 (nel quale pubblicano il pezzo Out On The Run, dedicato ai loro fan), che permette ai 5 di intraprendere il loro primo tour di spalla ai Giant. L'album fu pubblicato per la WEA e fu prodotto da Rafe McKenna (già produttore di Giant e Ten). I singoli estratti dall'album sono: Long Gone, When Love Fails, Take Me Up, In The Ghetto. Nel 1993 a seguito del tour pubblicano il loro primo disco dal vivo: Live in Japan.
Considerando che in quell'epoca imperversava il grunge e la maggior parte delle band che suonavano hard rock melodico annaspavano, il loro primo disco riuscì a vendere bene, soprattutto in Giappone, dove furono votati "Newcomer of the Year" dai lettori della rivista "Burrn!". Ottime furono anche le recensioni della restante stampa di settore.

### Rainmaker
Nel 1995 pubblicano Rainmaker, disco d'oro in Giappone (circa 150 000 copie vendute) e "Album of the year" secondo la rivista olandese Aardshock magazine. Pubblicato per la WEA, scelsero di non avvalersi di un produttore, il disco quindi fu autoprodotto da loro stessi.
(Ule Ritgen)
I singoli estratti: Rain Song, The Heart Of Summer, Burning Heart. Sempre nello stesso anno un altro live: Live at Home. Nel 1996 pubblicano un'antologia: Early Warnings. Nello stesso anno C.C.Behrens lascia il posto di batterista a Philippe Candas. Il tour del 1996 li vede di spalla ai Saga.

### Go!
Nel 1997 bissano il disco d'oro dell'album precedente con Go!. Il disco fu pubblicato per la Now&Then/GUN/BMG. I singoli sono Angels Of Heaven, Save Me. Nello stesso anno pubblicano un disco doppio: Live And More, contenente un disco dal vivo e uno di brani inediti o riarrangiati. Il conseguente tour li avrebbe visti di spalla ai Whitesnake, ma a causa di un incidente stradale che coinvolse Engelke, nel quale si ruppe un braccio in 2 punti, escludendolo dalla scena per 5 mesi, dovettero rinunciare, con conseguente ritardo anche nella registrazione e pubblicazione di Live & More. Il tour del 1998 fu quindi di spalla ai Blue Öyster Cult. Sempre nel 1998 torna C.C.Behrens alla batteria.

### Four
2º posto nelle classifiche giapponesi per il quarto album Four (durante le registrazioni C.C.Behrens lasciò nuovamente il posto a Philippe Candas: CC infatti suonò la batteria solo su I Fight, traccia numero 7). Anche questo disco fu autoprodotto e fu pubblicato per la Frontiers Records, etichetta discografica italiana specializzata in AOR, con la quale sono sotto contratto tuttora. Il primo singolo estratto, Heart On The Run, stazionò al 1º posto delle classifiche giapponesi per 3 settimane. Il secondo singolo fu invece Still I Believe. Il relativo tour di spalla agli Status Quo.

### Lo scioglimento
Dopo una carriera al fulmicotone e un successo incredibile soprattutto in Giappone, nel 2000 la band si sciolse: Tommy Heart formò i Soul Doctor, Helge Engelke e C.C. Behrens formarono i Dreamtide, Andy Malecek si unì ai Last Autumn's Dream, progetto in cui presero parte anche 3 ex (per l'epoca) Europe: Mic Michaeli, John Levén, Ian Haugland. Nel 2002 viene pubblicata una raccolta: A Decade of Fair Warning.

### La reunion
Nel 2006 si sono riuniti in formazione originale (ad eccezione di Andy Malecek) per dare alla luce Brother's Keeper, anche quest'ultimo scalò le classifiche giapponesi piazzandosi al 2º posto. Il primo singolo estratto fu Don't Keep Me Waiting, ottenendo un 92/100 sulla rivista giapponese "Burrn!" e ottime recensioni un po' ovunque. Nello stesso anno viene pubblicato il DVD The Call of the East - Live in Japan e ristampati i primi 2 album, l'omonimo e Rainmaker. Tutto questo gli valse la partecipazione come headliner alla seconda edizione del festival United Forces of Rock.

### Tempi recenti
I Fair Warning hanno iniziato a registrare il nuovo album nel febbraio 2008. Il nuovo album, pubblicato il 24 luglio 2009, si intitola Aura.
Nel 2013 hanno pubblicato l'album Sundancer

## Formazione

### Formazione attuale
- Tommy Heart (voce) (1989–2000, 2006–)
- Helge Engelke (chitarra, tastiere) (1989–2000, 2006–2023)
- Ule Ritgen (basso) (1989–2000, 2006–)
- C.C.Behrens (batteria) (1989–1996, 1997, 1998–2000, 2006–)

### Ex componenti
- Andy Malecek (chitarra) (1989–2000)
- Philippe Candas (batteria) (1996-1998, 2000)

## Discografia[17]

### Album in studio
- 1992 – Fair Warning
- 1995 – Rainmaker
- 1997 – Go!
- 2000 – Four
- 2006 – Brother's Keeper
- 2009 – Aura
- 2013 – Sundancer

### Album dal vivo
- 1993 – Live in Japan
- 1995 – Live at Home
- 1998 – Live and More
- 2010 – Talking Ain't Enough - Fair Warning Live in Tokyo

### Raccolte
- 1996 – Early Warnings
- 2002 – A Decade of Fair Warning

### Singoli
- 1992 – Long Gone
- 1992 – When Love Fails
- 1992 – Take Me Up
- 1992 – In the Ghetto
- 1995 – Rain Song
- 1995 – The Heart of Summer
- 1995 – Burning Heart
- 1996 – Angels of Heaven
- 1996 – Save Me
- 2000 – Heart on the Run
- 2000 – Still I Believe
- 2006 – Don't Keep Me Waiting

## Videografia

### DVD
- 2006 – The Call of the East - Live in Japan
- 2010 – Talking Ain't Enough - Fair Warning Live in Tokyo